# Larry Pine
Larry Pine (Tucson, 3 marzo 1945) è un attore statunitense.

## Biografia
Nella serie televisiva americana House of Cards - Gli intrighi del potere, rappresenta la figura del leader e presidente della minoranza del Partito Democratico negli USA. Interpreta la parte di un antagonista minore alla figura di Frank Underwood, visto che si schiera raramente dalla parte del protagonista, ma al tempo stesso non è nemmeno l'acerrimo nemico di Frank.

## Filmografia parziale

### Cinema
- Anna, regia di Yurek Bogayevicz (1987)
- Vanya sulla 42esima strada (Vanya on 42nd Street), regia di Louis Malle (1994)
- Prima e dopo (Before and After), regia di Barbet Schroeder (1996)
- Tempesta di ghiaccio (1997)
- Innamorati cronici (1997)
- Criminali da strapazzo (Small Time Crooks), regia di Woody Allen (2000)
- I Tenenbaum (The Royal Tenenbaums), regia di Wes Anderson (2001)
- In ostaggio (2004)
- La frode (Arbitrage), regia di Nicholas Jarecki (2012)
- Moonrise Kingdom - Una fuga d'amore (2012)
- Jimmy P. (Jimmy P. (Psychotherapy of a Plains Indian)), regia di Arnaud Desplechin (2013)
- Grand Budapest Hotel, regia di Wes Anderson (2014)
- Beirut, regia di Brad Anderson (2018)
- The French Dispatch of the Liberty, Kansas Evening Sun, regia di Wes Anderson (2021)

### Televisione
- Un salto nel buio (Tales from the Darkside) - serie TV, episodio 3x05 (1986)
- Miami Vice - serie TV, episodio 4x13 (1988)
- Oz - serie TV, 6 episodi (1999-2003)
- Empire Falls - Le cascate del cuore (Empire Falls) – serie TV, 2 episodi (2005)
- Law & Order - Unità vittime speciali - serie TV, 2 episodi (2006, 2024)
- House of Cards - Gli intrighi del potere - serie TV, 22 episodi (2013-2017)
- Hostages - serie TV, 13 episodi (2013)
- Succession – serie TV, 11 episodi (2018-2023)

## Doppiatori italiani
Nelle versioni in italiano delle opere in cui ha recitato, Larry Pine è stato doppiato da:
- Antonio Ballerio in Sentieri
- Mario Cordova in Vanya sulla 42esima strada
- Renato Cortesi in Celebrity
- Roberto Certomà in Prima e dopo
- Roberto Draghetti in Innamorati cronici
- Stefano De Sando in Oz (st. 3-4)
- Enrico Di Troia in Oz (st. 6)
- Bruno Alessandro in Una mamma per amica
- Danilo Bruni in Law & Order: Criminal Intent
- Nino Prester in Empire Falls - Le cascate del cuore
- Gerolamo Alchieri in La frode
- Renato Cecchetto in Moonrise Kingdom - Una fuga d'amore
- Michele Kalamera in Jimmy P.
- Angelo Nicotra in House of Cards - Gli intrighi del potere
- Saverio Moriones in Hostages
- Mauro Bosco in Homeland - Caccia alla spia
- Antonio Palumbo in Blue Bloods
- Stefano Alessandroni in Person of Interest
- Ennio Coltorti in The Good Wife
- Pierluigi Astore in Gotham
- Antonio Angrisano in Freak Show
- Gabriele Martini in Grand Budapest Hotel
- Gianni Giuliano in Chicago Med
- Michele Gammino in Beirut
- Ambrogio Colombo in Succession
- Maurizio Fiorentini in The French Dispatch of the Liberty, Kansas Evening Sun
- Sergio Luzi in The Good Half
- Giorgio Locuratolo in Law & Order - Unità vittime speciali (ep. 25x12)